# Cratere Bruttia
Bruttia è un cratere sulla superficie di 4 Vesta.